# Michael Liendl
Michael Liendl (Graz, 25 ottobre 1985) è un ex calciatore austriaco, di ruolo centrocampista.
Con 6 reti è il miglior marcatore del Wolfsberger AC nelle competizioni europee.
Il 18 febbraio 2021 ha segnato l'ultimo di questi gol nei sedicesimi di Europa League nella partita di andata contro il Tottenham, in cui la sua ex squadra perse per 1-4.

## Palmarès

### Club

#### Competizioni nazionali
- Erste Liga: 1

Kapfenberger: 2007-2008